# Oratorio della Compagnia di San Rocco
L'oratorio della Compagnia di San Rocco è un edificio sacro che si trova a Torrenieri, nel territorio comunale di Montalcino.

## Descrizione
Conserva un affresco con la Madonna col Bambino, riconducibile ad ambito senese del primo quarto del XVI secolo e vicino ai modi di Giacomo Pacchiarotti, ed una tela raffigurante la Madonna col Bambino e Santi, di ambito senese del primo quarto del XVII secolo.